# Fjärås landskommun
Fjärås landskommun var en tidigare kommun i  Hallands län.

## Administrativ historik
När 1862 års kommunalförordningar började gälla inrättades över hela landet cirka 2 400 landskommuner, de flesta bestående av en socken. Därutöver fanns 89 städer och 8 köpingar som då blev egna kommuner. Denna landskommun bildades då i Fjärås socken i Fjäre härad i Halland.
Vid kommunreformen 1952 bildade Fjärås landskommun storkommun genom sammanläggning med de tidigare landskommunerna Förlanda och Hanhals.
År 1974 gick hela området upp i Kungsbacka kommun.
Kommunkoden 1952-1973 var 1329.

### Kyrklig tillhörighet
I kyrkligt hänseende tillhörde landskommunen Fjärås församling. 1 januari 1952 tillkom församlingarna Förlanda och Hanhals.

## Geografi
Fjärås landskommun omfattade den 1 januari 1952 en areal av 224,49 km², varav 197,73 km² land.

### Tätorter i kommunen 1960
I Fjärås landskommun fanns den 1 november 1960 ingen tätort. Tätortsgraden i kommunen var då alltså 0,0 procent.

## Politik

### Mandatfördelning i valen 1938-1970
| 9 | 10 | 6 |

| 23 |

| 9 | 13 | 3 |

| 23 |

| 10 | 12 | 3 |

| 22 |

| 11 | 21 |  | 2 |

| 31 |

| 10 | 19 | 2 | 4 |

| 31 |

| 9 | 20 |  | 5 |

| 31 |

| 10 | 19 | 2 | 4 |

| 32 |

| 9 | 19 | 3 | 4 |

| 28 | 7 |

| 10 | 19 | 3 | 3 |

| 30 | 5 |